# Enrique Palomini
Enrique Palomini war ein argentinischer Fußballtrainer, der von 1941 bis Anfang 1945 bei Rosario Central trainierte. Anschließend wechselte er nach Mexiko, wo er mit den Tiburones Rojos del Veracruz die Meisterschaft der Saison 1945/46 gewann. 1947 trainierte er noch einmal Rosario Central. 

## Erfolge
- Mexikanischer Meister: 1945/46